# Hypothyris antonina
Hypothyris antonina är en fjärilsart som beskrevs av Otto Staudinger 1884. Hypothyris antonina ingår i släktet Hypothyris och familjen praktfjärilar. Inga underarter finns listade i Catalogue of Life.